# Дубцы (Московская область)
Дубцы́ — деревня в Одинцовском районе Московской области, расположенная на Рублёво-Успенском шоссе. Входит в состав муниципального образования «сельское поселение Успенское».

## История
История этой деревни неразрывно связана с судьбой соседнего села Уборы. В сохранившихся документах эти места впервые упоминаются с начала XVI в., когда разъезжая грамота 1504.г. отмечает здесь луг Избореск, принадлежавший Якову Дмитриевичу Овцыну, и луг на Дубце, которым владел его племянник Семен. Судя по генеалогическим наблюдениям, Овцыны владели этими землями с начала XV в. В первой четверти XVI в. эти луга становятся собственностью удельного князя Юрия Ивановича и при нём тут возникают небольшие деревушки. Одна межевая грамота 1526 г. упоминает деревню Дубетцкий Брод.
В дальнейшем деревня Дубцы постоянно встречается в документах вместе с Уборами. Так, в 1678 г. ею распоряжался Петр Васильевич Шереметев, а через четверть столетия его сыновья Алексей и Иван. Согласно «Экономическим примечаниям» конца XVIII в. Дубцы вместе с Уборами принадлежали графу Федору Григорьевичу Орлову, надворному советнику Николаю Владимировичу Шереметеву и его сестре Наталье. В деревне было 16 дворов, где имелось 47 душ мужского пола и 55 женского.
По сведениям 1852 г. Дубцы значились в совместном владении генеральши Софьи Сергеевны Бибиковой и коллежской асессорши Варвары Петровны Шереметевой. В 24 дворах деревни проживали 117 мужчин и 127 женщин. Спустя три десятилетия здесь числилось 365 душ. Перепись 1926 г. застает в деревне 92 хозяйства и 449 жителей (197 мужчин и 252 женщины). Имелся сельсовет.
Через шесть десятилетий, к 1989 г. количество хозяйств сократилось до сорока и было всего 54 постоянных жителя.

## Население
| 2002 | 2006 | 2010 |
| ---- | ---- | ---- |
| 76   | →76  | ↗117 |